# Tanafjord
Le Tanafjord ou Tanafjorden (Deanuvuotna en Same) est un fjord situé dans le nord de la Norvège. Il se trouve dans le comté de Finnmark et coule dans la mer de Barents (océan Arctique).

## Géographie
Le fjord s'étire sur 65 kilomètres de longueur selon un axe sud-nord. Il est encadré par la péninsule de Nordkinn à l'ouest et la péninsule de Varanger à l'est. Le Teno se jette dans sa partie méridionale.